# Ș
Ș ș (S-komma) är en bokstav i det rumänska alfabetet som representerar det rumänska konsonanta språkljudet som i det internationella fonetiska alfabetet skrivs som ʃ (tonlös postalveolar frikativa).
På grund av tekniska begränsningar i datorer har cediljen brukat användas som diakritiskt tecken på dataskärmar istället för kommat, vilket ger utseendet Ş och ş. De uttalas dock likadant oavsett skrivsätt. Tack vare att tecknen införts i Unicode, som numera används i de mest använda operativsystemen, så används S-komma mer och mer, exempelvis på rumänska Wikipedia. Unicode har koden U+0218 för Ș och U+0219 för ș (kan skrivas &#x0218; resp &#x0219; i HTML).
Med den finska internationella tangentbordslayoutens version från 2019 (SFS 5966:2019) kan man skriva ș med tangentkombinationen (skifttangent + Alt gr + "-") + "s", där alltså de två första hålls nere medan man skriver bindestrecket och sedan skriver s:et för sig (versalt eller gement).